# Rode schrik

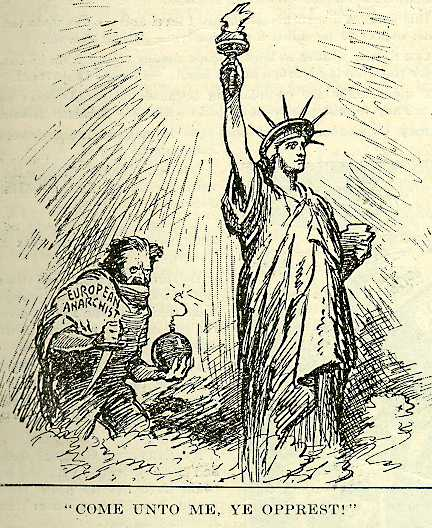
Politieke spotprent uit 1919, een anarchist afbeeldend die het Vrijheidsbeeld wil vernietigen

De benaming rode schrik (Engels: Red Scare) wordt gegeven aan twee perioden van sterk anticommunisme in de geschiedenis van de Verenigde Staten: van 1917 tot 1920 en vanaf de late jaren van 1940 tot het midden van de jaren 1950. Deze laatste periode was tekenend voor de intrede van de Koude Oorlog.
Beide perioden werden gekenmerkt door de verdenking van wijdverbreide infiltratie door communisten en angst voor communistische invloeden op de Amerikaanse samenleving. In de eerste periode was er ook angst voor anarchisten en militante vakbonden, in de tweede periode voor infiltratie in de regering van de Verenigde Staten.
Deze angsten leidden tot agressief onderzoek en (vooral in de eerste periode) het vastzetten van personen die geassocieerd werden met communistische en socialistische ideologieën of politieke bewegingen. Vandaag de dag maakt het recht op vrije vergadering in Amerika het bijzonder moeilijk om een burger te veroordelen vanwege het simpelweg behoren tot of sympathiseren met een groep. In die tijd echter werd de Spionagewet uitgebreid door het invoeren van de Opruiingswet in 1918. De laatste wet maakte het illegaal om uitlatingen tegen het regeringsbeleid te doen. De Amerikaanse postbedrijven werd het toegestaan om post te weigeren van burgers die verdacht werden afvalligen te zijn (wat resulteerde in bijvoorbeeld censuur van communistisch, socialistisch en anarchistisch gerelateerde post). Hoewel het Congres van de Verenigde Staten de Opruiingswet in 1921 verwierp, bleven grote delen ervan verweven in de Spionagewet.

## Oorsprong
De Socialistische Partij van Amerika en de Industriële Arbeiders van de Wereld waren fel gekant tegen de Eerste Wereldoorlog. Eugene Debs en andere partijleden werden aangeklaagd voor het houden van toespraken, die aandrongen de oproep tot dienstplicht te negeren. Postbeambten weigerden materiaal te bezorgen waarvan men vermoedde dat het gericht was tegen de oorlogsinspanning. Veel Duitstalige en linkse bladen raakten als gevolg hiervan ontwricht of hielden op te bestaan. Ook werden leden van de Ghadarpartij gedaagd in het proces van de Hindoe-Duitse Samenzwering.
Tegen het einde van de oorlog kwamen de onderzoeken enkele maanden op een laag pitje te staan. Ze hielden echter niet op, en verhevigden weer snel na het uitbreken van de Russische Revolutie van 1917, de Russische Burgeroorlog en de Rode Terreur. Voor sommige Amerikanen was dit een tijd van onzekerheid en angst voor een socialistische of communistische revolutie in de Verenigde Staten.

## De "Rode Zomer"
Een serie bomaanslagen (en pogingen daartoe) in juni 1919, die ook wel bekendstaat als de "Rode Zomer", liet de FBI overgaan tot agressievere acties. De burgemeester van Seattle ontving op 28 april per post een zelfgemaakte bom, die ontmanteld werd. Senator Thomas W. Hardwick ontving de volgende dag een bom, die de handen van zijn dienstbode eraf blies en hem en zijn vrouw ernstige brandwonden opleverde. De volgende ochtend ontdekte een postmedewerker in New York zestien gelijksoortige pakjes (geadresseerd aan verschillende bekende personen uit die tijd, waaronder oliemagnaat John D. Rockefeller) die genoeg nitroglycerine bevatten om iemand te vermoorden. In totaal werden 38 van dat soort pakjes gevonden, geadresseerd aan prominente figuren. Op 2 juni vernielde een bom gedeeltelijk de voorkant van het huis van openbaar aanklager A. Mitchell Palmer.
Op 1 mei 1919 leidde een protestmars tegen de opsluiting van Eugene Debs tot rellen. C. E. Ruthenberg, een prominent socialistisch leider die de optocht organiseerde, werd gearresteerd voor poging tot doodslag.
Vakbondsacties, zoals de algemene staking in Seattle, de politiestaking in Boston en de organisatorische inspanningen van de Industriële Arbeiders van de Wereld, leken de opkomst van radicale vakbonden aan te tonen. Verder waren veel van de organisaties die de vakbonden steunden niet alleen geassocieerd met socialisme of communisme, maar ook reeds vervolgd wegens hun weerstand tegen de Eerste Wereldoorlog.
Op 16 september 1920 explodeerde een bom van 45 kilogram dynamiet en 230 kilogram gefragmenteerd staal aan de voorkant van het kantoor van de J.P. Morgan Company, daarbij 38 mensen dodend en 300 andere verwondend. Lange tijd werden anarchisten ervan verdacht de aanval, die gevolgd werd door een aantal bombrieven met Morgan zelf als doelwit, geïnitieerd te hebben. De identiteit van de daders is echter nooit achterhaald.

## Reacties
Op de bomaanslagen volgden heftige reacties van prominente zakenmensen, gepaard gaande met gewelddadig haatgedrag tegen communisten, socialisten en vreemdelingen. Senator Kenneth D. McKellar stelde voor radicalen naar een strafgevangenis in Guam te sturen; generaal Leonard Wood riep op ze in "stenen schepen met loden zeilen" te plaatsen; evangelist Billy Sunday bezwoer ze (radicalen) "voor een vuurpeloton te plaatsen om plaats op onze schepen te sparen". In Centralia werd een Wobble, een vakbondslid van de Industriële Arbeiders van de Wereld, uit een stedelijke gevangenis gesleurd en opgehangen.
De omvangrijkste actie van de regering tijdens de Rode Angst waren de Palmerinvallen bij anarchistische, socialistische en anarchistische groepen. Linkse activisten, zoals vijfvoudig socialistisch presidentskandidaat Eugene V. Debs, werden opgesloten onder de Spionagewet van 1917 en de Opruiingswet van 1918. Sectie Vier van de Opruiingswet volmachtigde de Postmaster General Albert S. Burleson al het socialistisch materiaal in de post te vertragen of in beslag te nemen, een taak die hij zelf al op zich had genomen. In een schouwspel dat de paranoia, vreemdelingenangst en angst voor anarchisme in Verenigde Staten blootlegde, werden Nicola Sacco en Bartolomeo Vanzetti, twee Italiaanse anarchisten, geëxecuteerd wegens moord in een proces dat door velen als oneerlijk wordt beschouwd.

## De Tweede Rode Angst (1948 - midden jaren 50)
Gedurende de late jaren twintig en in de jaren dertig heen verminderde het anticommunisme in de Verenigde Staten, vooral nadat de Sovjet-Unie een bondgenoot in de Tweede Wereldoorlog was geworden. Na de oorlog begon echter een nieuwe periode van angst, die duurde van 1948 tot halverwege de jaren vijftig.

### Oorzaken
In de tweede helft van de jaren veertig trokken nieuwe gebeurtenissen de aandacht van het publiek, waaronder het spraakmakende proces tegen Ethel en Julius Rosenberg voor spionage, het IJzeren Gordijn in Oost-Europa, het verwerven van een atoombom door de Sovjet-Unie (dat het einde betekende van het monopolie van de Verenigde Staten op nucleaire wapentechnologie), de Communistische Revolutie in China (dat een bondgenoot was in de Tweede Wereldoorlog en lange tijd de interesse had van Amerikaanse christelijke missies en hun volgelingen) en het begin van de Koreaanse Oorlog. Deze gebeurtenissen hadden een aantoonbaar effect op de meningen van de Amerikanen met betrekking tot hun eigen veiligheid. In het algemeen leidde een en ander tot het onvermijdelijk achten van een nucleaire oorlog met de Sovjet-Unie. Wijdverbreid geloof dat communistische spionnen en sympathisanten permanent werkten aan de ondergang van de Verenigde Staten droeg bij aan de stemming in die periode.
Ter ondersteuning van hun zaak gebruikten anticommunisten acties door de Sovjet-Unie en China als bewijs voor hun opvatting dat het communisme slecht was. Met name de vele miljoenen doden in de goelags van de Sovjet-Unie, de zuiveringen uit de periode van Stalin, de deportatie van meer dan een miljoen Polen naar Sovjetwerkkampen in Siberië en het doden van honderdduizenden in China waren koren op de anticommunistische molens. Bovendien breidde de Sovjet-Unie in de jaren volgend op de Tweede Wereldoorlog snel en krachtig haar invloedssfeer in Oost-Europa uit. Het is ook waarschijnlijk dat een gedeelte van het bewijs van het Venona-project, waarin prominente politici, artiesten en beroemdheden in verband werden gebracht met het Warschaupact, uitgelekt werd naar de pers of anticommunistische politici, ondanks de (geheime) classificatie van het project.

### Reacties
Voor de Tweede Wereldoorlog was het legaal communist te zijn. Op het hoogtepunt van de populariteit van de Amerikaanse Communistische Partij had de partij 100.000 leden. In de jaren na de oorlog nam het Congres echter de akte van Smith aan, die lidmaatschap van subversieve organisaties strafbaar maakte. In 1947 schiep Harry S. Truman het Federale Personeelsloyaliteitsprogramma. Dit programma schiep raden van toezicht om overheidspersoneel te onderzoeken en te ontslaan indien er twijfels waren over hun loyaliteit. Het House Committee on Un-American Activities en de comités van senator Joseph McCarthy verhevigden het mccarthyisme: een heksenjacht op echte of vermeende Amerikaanse communisten. Propagandafilms als Red Nightmare ('Rode nachtmerrie') werden uitgebracht om angst voor het communisme of de Sovjet-Unie verder te voeden.
De angst voor communisten en de nucleaire wapenwedloop droeg ook bij aan de popularisatie van doe-het-zelf-schuilkelders en "buk en zoek dekking"-oefeningen op scholen. De Rode Angst wordt ook aangehaald als een factor die bijdroeg aan de opkomst en populariteit van sciencefictionfilms in de jaren vijftig en daarna. Veel thrillers en sciencefictionfilms uit de periode gebruiken een thema van een sinistere, niet-menselijke vijand die tracht de maatschappij binnen te dringen en de Amerikaanse manier van leven te vernietigen.

## Contemporaine verklaringen 1919-1924
- Mensen uit Chicago bejubelen Tar die man neerschoot : matroos verwondt knaapachtige vlagonterende toeschouwer. Universal Service. Washington Post. 7 mei 1919, p. 2. Verkregen 13 april 2005.
- Angst voor afdaling. Door "L. S. G.". The Nation. 17 april 1920. Verkregen 13 april 2005.
- Benchley, Robert. Het maken van een rooie. The Nation. 15 maart 1919. Verkregen 13 april 2005.
- Nelles, Walter. Rood zien: Burgerlijke Vrijheden en de Wet in de periode na de Tweede Wereldoorlog. Gepubliceerd als pamflet door het American Civil Liberties Union (New York), aug. 1920. Verkregen 29 december 2005.
- Palmer, A. Mitchell. Amerika of Anarchie? Een oproep aan warmbloedige Amerikanen een effectieve klap uit te delen ten behoeve van bescherming van het Land Waar Wij Van Houden tegen het Rode Gevaar dat zijn lelijke kop opsteekt op iedere hoek. Verslag van Procureur-Generaal Palmer aan het Senaat van de Verenigde Staten, gepubliceerd als pamflet door Martin L. Davey, Congreslid van het 14e district van Ohio. Gearchiveerd in het Vroeg Amerikaans Marxisme gedeelte van het Marxistisch Internet Archief. Verkregen 13 april 2005.
- Palmer, A. Mitchell. De Zaak tegen de Roden. Deel III Vrede sluiten, 1919-1920, Radicalisering en de Rode Angst, WO I Thuis: Lezingen over het Amerikaanse leven, 1914-1920. John Wiley and Sons, Inc.: New York, pp. 185–189. Verkregen 13 april 2005.
- De inval in Michigan. Gepubliceerd in The Worker [New York], v. 5, whole no. 241 (23 sept. 1922), pp. 1, 4. Marxistisch Internet Archief. Verkregen 31 mei 2005.
- Blootstelling van de Derde Graad: Lambkin verhaalt over brutaliteiten volgend op arrestatie tijdens inval Michigan. Gepubliceerd in The Worker [New York], v. 5, whole no. 245 (21 okt. 1922), p. 1. Marxists Internet Archive. Verkregen 31 mei 2005.
- Ruthenberg, C.E Een open uitdaging. The Liberator, v. 6, no. 3, whole no. 59 (maart 1923), p. 16. Geschiedenis van de Rode Angst door de vroege arbeiderspartij. Verkregen 11 april 2005.

## Contemporaine verklaringen 1945 - 1955
- Allen, Raymond B. Communisten zouden niet mogen lesgeven op Amerikaanse Scholen President, Universiteit van Washington. Educatief Forum. Vol. 13 # 4. Mei 1949.
- Halsey, Jazzes. Weerzinwekkende Verantwoordelijkheden van het Hoger Onderwijs : De culturele vertraging corrigeren. Gehouden tijdens de openingsrede van het schooljaar, Universiteit van Bridgeport, 25 september 1951. Geherpubliceerd in Vital Speeches. 1 november 1951 (pp. 61–64). Verkregen 13 april 2005.

## Secundaire bronnen
- Stanley Coben, A. Mitchell Palmer: Politicus (New York: Da Capo Press, 1972), 203-04; aangehaald in de Moynihan Geheimhouding in het toezichtsrapport van de Regering, De ontmoeting met Communisme
- De Koude Oorlog en de Rode Angst in de staat Washington. Een curriculum project voor scholen in Washington ontwikkeld door The Center for the Study of the Pacific Northwest by Michael Reese, University of Washington, Department van Geschiedenis. Verkregen 13 april 2005.
- D. KOVALIK, The Plot to Scapegoat Russia: How the CIA and the Deep State have Conspired to Villify Russia, New York, Skyhorse Publishing, 2017, 1.